# Việt Nam năm 2012

## Đương nhiệm
| Ảnh | Vị trí            | Tên              |
| --- | ----------------- | ---------------- |
|     | Tổng bí thư       | Nguyễn Phú Trọng |
|     | Chủ tịch nước     | Trương Tấn Sang  |
|     | Thủ tướng         | Nguyễn Tấn Dũng  |
|     | Chủ tịch Quốc hội | Nguyễn Sinh Hùng |

## Sự kiện
- 3 tháng 1: Festival Hoa Đà Lạt 2012 bế mạc.[1]
- 5 tháng 1: Huyện Tiên Lãng tiến hành cưỡng chế đất đai của gia đình ông Đoàn Văn Vươn.[2]
- 9 tháng 1: Báo Thanh Niên đưa tin về hiện tượng rút bớt xăng từ các bồn chở xăng và pha xăng.[3]
- 23 tháng 1: Tết Nguyên Đán.
- 3 tháng 8: Sự kiện Pride của cộng đồng LGBT diễn ra lần đầu tiên ở Việt Nam.[4]

## Thể thao
- Cúp bóng đá Việt Nam 2012: 18 tháng 12 năm 2011 – ngày 26 tháng 8 năm 2012
- Giải bóng đá vô địch quốc gia Việt Nam 2012: 31 tháng 12 năm 2011 – ngày 19 tháng 8 năm 2012
- Giải bóng đá hạng nhất quốc gia Việt Nam 2012: 30 tháng 12 năm 2011 – ngày 18 tháng 8 năm 2012
- Việt Nam tại Thế vận hội Mùa hè 2012: 27 tháng 7 – 12 tháng 8

## Mất
Xem thêm Mất 2012